# Marco Zen
Marco Zen (Bassano del Grappa, Vèneto, 2 de gener de 1963) va ser un ciclista italià que fou professional entre 1987 i 1997. Es va caracteritzar per ser un gregari i no va aconseguir cap victòria durant la seva carrera, només destacant un 3r lloc al Giro del Friül de 1996.

## Palmarès

### Resultats al Giro d'Itàlia
- 1987. Abandona
- 1988. 83è de la classificació general
- 1989. 101è de la classificació general
- 1990. 92è de la classificació general
- 1993. 94è de la classificació general
- 1995. Abandona
- 1996. 33è de la classificació general

### Resultats al Tour de França
- 1994. 86è de la classificació general
- 1996. 73è de la classificació general
- 1997. 73è de la classificació general

### Resultats a la Volta a Espanya
- 1991. Abandona